# Przemko de Ścinawa
Przemko de Ścinawa (ou Przemko de Żagań, en polonais Przemko ścinawski ou Przemko żagański), de la dynastie des Piasts, est né entre 1265 et 1271, et décédé le 26 février 1289. Frère cadet d’Henri III de Głogów, il est le plus jeune fils du duc Conrad II de Głogów et de Salomé de Grande-Pologne, fille de Ladislas Odonic.
Il a été duc de Żagań (1278-1284) et duc de Ścinawa (1284-1289).

## Son règne
À la mort de son père (1273 ou 1274), il devient le protégé de son frère aîné Henri III de Głogów. En 1278, il obtient sa part d’héritage, le duché de Żagań (avec les villes de Żagań, Szprotawa et Nowogród Bobrzański). Vers 1281, il rend un hommage de vassalité à Henri IV le Juste.
En 1284, à la demande d’Henri IV le Juste qui préfère avoir des voisins qui lui sont totalement dévoués, il échange son duché contre celui de son frère Conrad II le Bossu, et devient le duc de Ścinawa. En toute circonstance, Przemko soutient Henri IV le Juste, notamment dans le conflit qui l’oppose à l’évêque de Wrocław Thomas Zaremba. En 1288, à la mort de Lech II le Noir, il accompagne Henri IV le Juste qui veut s’emparer de Cracovie.

## Son décès et sa succession

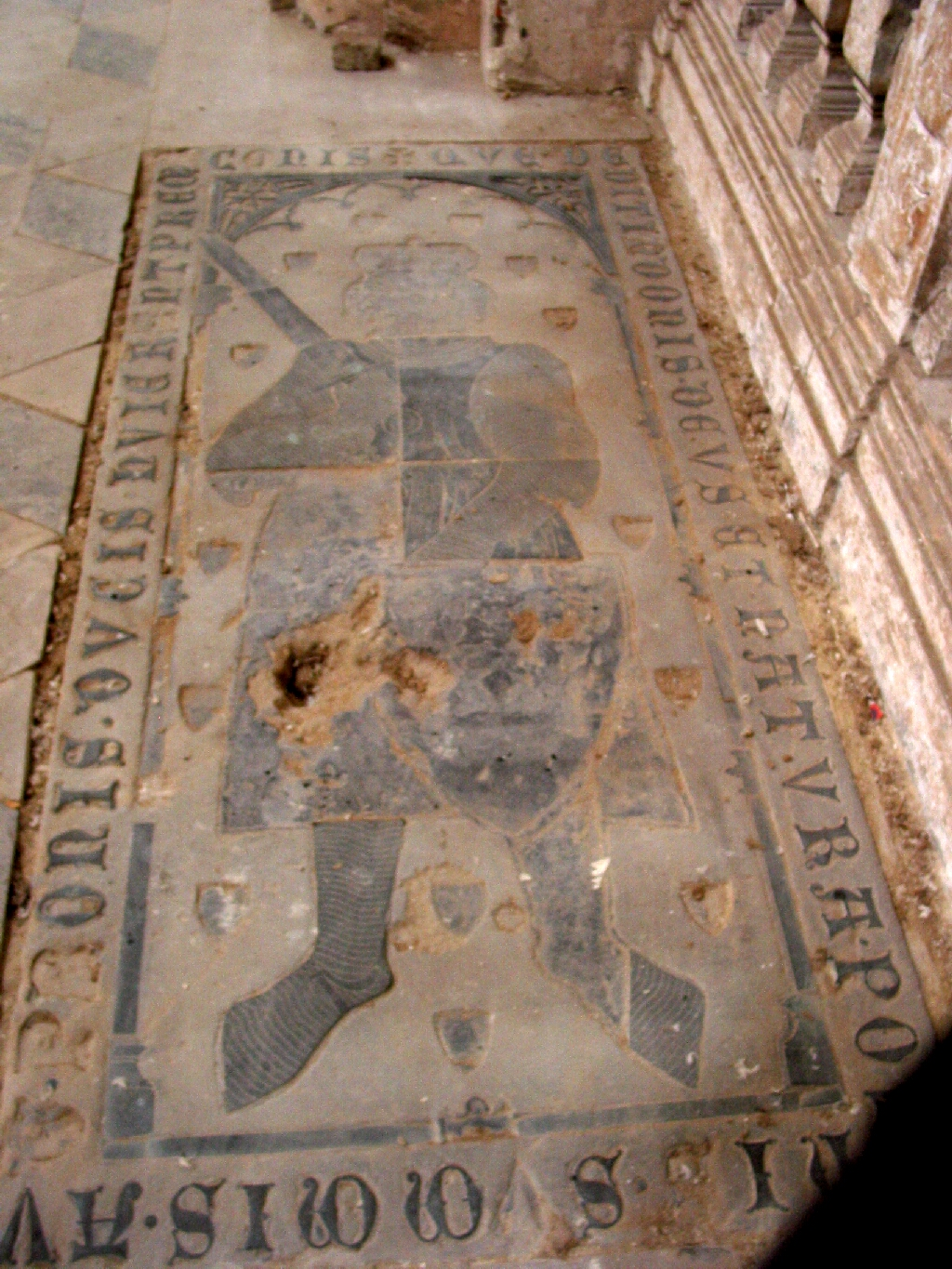
Le tombeau de Przemko de Ścinawa.

Le 26 février 1289, Przemko participe à la bataille de Siewierz qui oppose Henri IV le Juste et ses vassaux à Boleslas II de Mazovie et à ses alliés (Ladislas Ier le Bref, la Ruthénie et Casimir II de Łęczyca). Henri IV le Juste est vaincu et Przemko est tué, les armes à la main. Il est inhumé dans le monastère cistercien de Lubiąż.
Le duché de Ścinawa est annexé par le duché de Wrocław d’Henri IV le Juste.